# Hastula tenuicolorata
Hastula tenuicolorata é uma espécie de gastrópode do gênero Hastula, pertencente a família Terebridae.